# Betanzos (Bolivien)
Betanzos ist eine Kleinstadt im Departamento Potosí im südamerikanischen Andenstaat Bolivien.

## Lage im Nahraum
Betanzos ist der zentrale Ort des Municipios Betanzos und die Hauptstadt der Provinz Cornelio Saavedra und liegt auf einer Höhe von 3327 m im bolivianischen Hochland. Sie liegt an der Straßenverbindung zwischen Potosí und Sucre, 48 Kilometer östlich der Stadt Potosí, am Río Lajasmayu. Schon zu Inka-Zeiten führte eine wichtige Durchgangsstraße durch dieses Tal, und auf eine frühe Besiedlung schon in vorinkaischer Zeit weisen die Höhlenmalereien in den paläontologischen Fundstätten von Lajasmayu hin.

## Geographie
Betanzos liegt zwischen dem bolivianischen Altiplano im Westen und der Cordillera Central im Osten. Das Klima der Region ist ein typisches Tageszeitenklima, bei dem die Temperaturschwankungen im Tagesverlauf stärker ausfallen als im Jahresverlauf.
Die Jahresdurchschnittstemperatur in den Tallagen der Region beträgt etwa 17 °C (siehe Klimadiagramm Betanzos), die Monatswerte schwanken nur unwesentlich zwischen 14 °C im Juni/Juli und 19 °C von November bis Januar. Die jährliche Niederschlagsmenge liegt bei knapp 500 mm, die Monate Mai bis September sind arid mit Monatswerten unter 15 mm, nur im Januar wird ein Niederschlag von 100 mm erreicht.

## Verkehrsnetz
Betanzos liegt in einer Entfernung von 31 Straßenkilometern östlich von Potosí, der Hauptstadt des Departamentos.
Durch Betanzos führt die Nationalstraße Ruta 5, welche die entlang der Cordillera Oriental nordsüdlich verlaufende Ruta 7 bei La Palizada verlässt und in südwestlicher Richtung bis zur chilenischen Grenze führt. Die Ruta 5 passiert die Städte Aiquile, Sucre und Yotala, überquert den Río Pilcomayo und erreicht nach insgesamt 407 Kilometern Betanzos. Von hier aus führt sie über Potosí, Ticatica, Pulacayo und Uyuni auf weiteren 491 Kilometern nach Chile.

## Bevölkerung
Die Einwohnerzahl der Ortschaft ist in den beiden Jahrzehnten zwischen den letzten Volkszählungen um etwa zwei Drittel angestiegen:
| Jahr | Einwohner | Quelle       |
| ---- | --------- | ------------ |
| 1992 | 2866      | Volkszählung |
| 2001 | 4168      | Volkszählung |
| 2012 | 4632      | Volkszählung |
| 2024 |           | Volkszählung |